# Ottokars
Els Traungauer, més coneguts després com a Ottokars, foren comtes, marcgravis i ducs del llinatge que va governar des 1056 a 1192 a Estíria. El llinatge era originari del Chiemgau, a partir de 1055 a la seva seu estava a Steyr al Traungau i governaven Traungau, l'Enns i Paltenthal. L'emblema dels Traungauer era la pantera blanca.
Com a hereu del darrer Traungauer, Ottokar IV d'Estíria, va emergir Leopold V de Babenberg (1192–1194)

## Marcgravis (i un duc) d'Estiria de la família dels Ottokars (Traungauer)
- Ottokar I (1055–1064), comte al Chiemgau
- Adalberó (1064-1086), fill, assassinat
- Ottokar II (1086-1122), germà d'Adalberó
- Leopold el Fort (1122-1129), fill d'Ottokar II
- Ottokar III (1129-1164), fill
- Ottokar IV (1164-1180), fill, primer duc d'Estíria fins a 1192